# 巫神星
巫神星（34 Circe）是第34颗被人类发现的小行星，于1855年4月6日发现。巫神星的直径为113.5千米，质量为1.5×1018千克，公转周期为1607.332天。
巫神星以希臘神話的女神喀耳刻命名。